# Jotapiano
Marco Fulvio Rufo Jotapiano (en latín, Marcus Fulvius Rufus Iotapianus, muerto en 249), más conocido con el nombre de Jotapiano, fue un usurpador romano de las provincias del este del Imperio romano durante el reinado de Filipo el Árabe, cerca de 249.
A Jotapiano lo conocemos por sus raras monedas, y por informaciones suyas en los Caesares (libro XXIX.2) de Aurelio Víctor, la Nueva Historia (I.20.2 e I.21.2) de Zósimo y el Laterculus de Polemio Silvio.

## Vida

### Orígenes
Jotapiano era miembro de la aristocracia indígena de Oriente Próximo. Su nombre es similar al de las reinas Jotapa I y Jotapa II de Comagene, así que Jotapiano pudo haber sido un miembro de esta familia real, que había perdido su poder a favor de los romanos en tiempos de Vespasiano.
Aurelio Víctor cuenta que Jotapiano reclamó descender de un tal Alejandro. Según algunos estudiosos, se refería a Alejandro Severo, mientras que otros señalan que Antíoco I Theos de Comagene ya dijo descender de Alejandro Magno.

### Revuelta y muerte
Jotapiano lideró una rebelión comenzada en Siria, hacia el final del reinado de Filipo, contra el aumento de los impuestos ordenado por el rector Orientis Prisco, el hermano de Filipo. Es posible que Filipo, el Árabe, favoreciese de algún modo a su Arabia natal frente a las otras provincias orientales, lo que hacía que su mandato no fuera bastante aceptado por la población local.
Jotapiano hizo Antioquía su capital, pero la rebelión fue sofocada y Jotapiano fue asesinado por sus propios soldados, probablemente ya bajo el emperador Decio.

## Acuñación
Se han encontrado monedas acuñadas por Jotapiano. Todas ellas son antoninianos; muestran un diseño tosco, y tienen un VICTORIA AVG en el reverso, celebrando una victoria de los rebeldes sobre las tropas de Filipo o más bien "el poder de conquista del Emperador" (Roman Imperial Coins, 4.3). Se ha sugerido que Jotapiano también acuñó áureos, si bien ninguna de éstas sobrevivieron.
Las monedas son la única fuente de sus nombres, M. F. RV., que podrían ser la abreviatura de Marcus Fulvius Rufus. Además, su estilo indica que la revuelta no fue duradera y que se extendió por un territorio poco extenso, luego Jotapiano no controlaba la acuñación de moneda mayor.